# Сражение у Куистелло
Сражение у Куистелло (ит. Battaglia di Quistello) — сражение, состоявшееся 15 сентября 1734 года у итальянского городка Куистелло, в ходе войны за польское наследство между австрийской и союзной франко-сардинской армией. Окончилось победой австрийской армии.
После сражения при Парме (29 июня) австрийская армия принца Людвига Вюртембергского отошла к реке По и стала лагерем у Роверы (напротив Остилии). 8 июля союзная франко-сардинская армия (30 тысяч пехоты и 10 тысяч кавалерии), достигнув реки Секии, стала в укрепленном лагере, на левом берегу реки от Банданелло до Сен-Бенедетто. Обе стороны до сентября оставались в бездействии.
Продолжительное бездействие противника заставило союзников предположить, что австрийцы продержатся на По до зимы. Исходя из столь предвзятой идеи, они расположили конницу на широко расположенных квартирах, сильно растянули занятую позицию и слабо следили за неприятелем. Правое крыло союзной армии, бригада Пикарди, стояла у Банданелло, главная квартира находилась в Гайделле, где была расположена бригада дофина; от Гайделлы до Куистелло стояли бригады Шампани, Оверни, Нивернуа и королевская; на пространстве от Куистелло до впадения Секий в По находились бригады Дю-Мэн, Суоне, королевы и Савуа. На левом крыле у Сан-Бенедетто — 6 тысяч человек сардинцев.
Рассчитывая на беспечность союзников, новый главнокомандующий австрийской армии, граф Кёнигсегг, решил атаковать их внезапно в ночь на 15 сентября. Австрийская армия была разделена на два крыла: правое (15 батальонов и 10 гренадерских рот), графа Вальдека, должно было продвинуться вправо от Куистелло до Секии и тем прикрыть собственный лагерь, для защиты которого главнокомандующий поставил генерала Лантиери с 3 кавалерийскими полками; левое (20 батальонов, 24 гренадерские роты, 6 полков кирасир и 7 эскадронов гусар), принца Вюртембергского, должно было вести наступление.
Ночью на 15 сентября австрийцы выступили из лагеря и за час до рассвета, не замеченное неприятелем, левое крыло приступило к переправе через Секию вброд. Французские бригады дофина, Оверни и Шампани после кратковременного сопротивления отступили на Сен-Бенедетто, при чём едва не был захвачен в плен главнокомандующий герцог де Брольи; однако его штаб и военная касса, с 200 тысячами талеров, достались победителям.
Тем временем граф Вальдек на правом крыле подошел к Куистелло и начал готовиться к штурму деревни. Между тем, пользуясь задержкой австрийцев при развертывании на левом берегу Секии, союзники успели восстановить порядок и двинулись против Гайделлы. Герцог де Брольи начал выстраивать боевой порядок. Но не успели союзные войска окончить построения, как граф Кенигсек начал атаку. Сильный огонь австрийцев произвел замешательство в бригадах дофина и Шампани, которые начали отходить в беспорядке. Видя, что нет возможности выиграть сражение, сардинский король приказал оставить Квистелло и отступать к Сан-Бенедетто. Австрийцы овладели всем лагерем и, не преследуя союзников, отступавших в порядке, стали у Куистелло, куда вслед за тем была перенесена главная квартира графа Кёнигсегга, не использовавшего, таким образом, победы преследованием.
Потери французов и сардинцев — 1100 человек убитыми и ранеными, 6 тысяч пленными; у австрийцев: 800 человек убитыми и ранеными, 100 пленными. Среди убитых находился и храбрый граф Вальдек.